# Сен-Сёрен-де-Пра
Сен-Сёре́н-де-Пра (фр. Saint-Seurin-de-Prats) — коммуна во Франции, находится в регионе Аквитания. Департамент — Дордонь. Входит в состав кантона Пеи-де-Монтень и Гюрсон. Округ коммуны — Бержерак.
Код INSEE коммуны — 24501.

## География

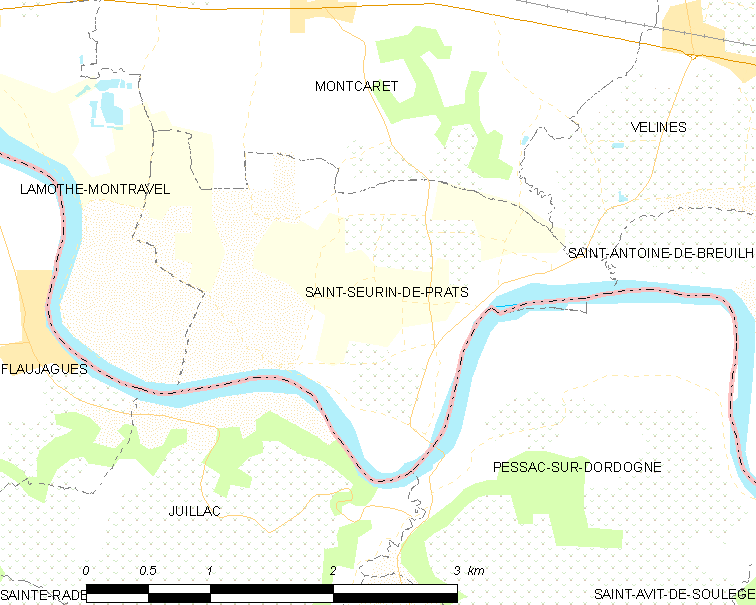
Карта коммуны

Коммуна расположена приблизительно в 480 км к югу от Парижа, в 55 км восточнее Бордо, в 65 км к юго-западу от Перигё.
На юге коммуны протекает река Дордонь.

### Климат
Климат умеренный океанический со средним уровнем осадков, которые выпадают преимущественно зимой. Лето здесь долгое и тёплое, однако также довольно влажное, здесь не бывает регулярных периодов летней засухи. Средняя температура января — 5 °C, июля — 18 °C. Изредка вследствие стечения неблагоприятных погодных условий может наблюдаться непродолжительная засуха или случаются поздние заморозки. Климат меняется очень часто, как в течение сезона, так и год от года.

## Население
Население коммуны на 2010 год составляло 487 человек.
| 1962 | 1968 | 1975 | 1982 | 1990 | 1999 | 2010 |
| ---- | ---- | ---- | ---- | ---- | ---- | ---- |
| 514  | 461  | 451  | 476  | 491  | 488  | 487  |

## Администрация
| Период | Период | Фамилия         | Партия       | Примечания    |
| ------ | ------ | --------------- | ------------ | ------------- |
| 1989   | 2014   | Мишель Николо   | Разные левые | преподаватель |
| 2014   | 2020   | Жан-Эрик Вигуру |              |               |

## Экономика
В 2010 году среди 287 человек трудоспособного возраста (15-64 лет) 207 были экономически активными, 80 — неактивными (показатель активности — 72,1 %, в 1999 году было 71,2 %). Из 207 активных жителей работали 187 человек (100 мужчин и 87 женщин), безработных было 20 (7 мужчин и 13 женщин). Среди 80 неактивных 12 человек были учениками или студентами, 44 — пенсионерами, 24 были неактивными по другим причинам.

## Достопримечательности
- Замок Виньо (XVIII век)[5]
- Замок Монвер[фр.] (XVII век)[6]
- Замок Питре (XVIII век)[7]
- Замок Пра[фр.] (XVIII век). Исторический памятник с 1963 года[8]

## Фотогалерея

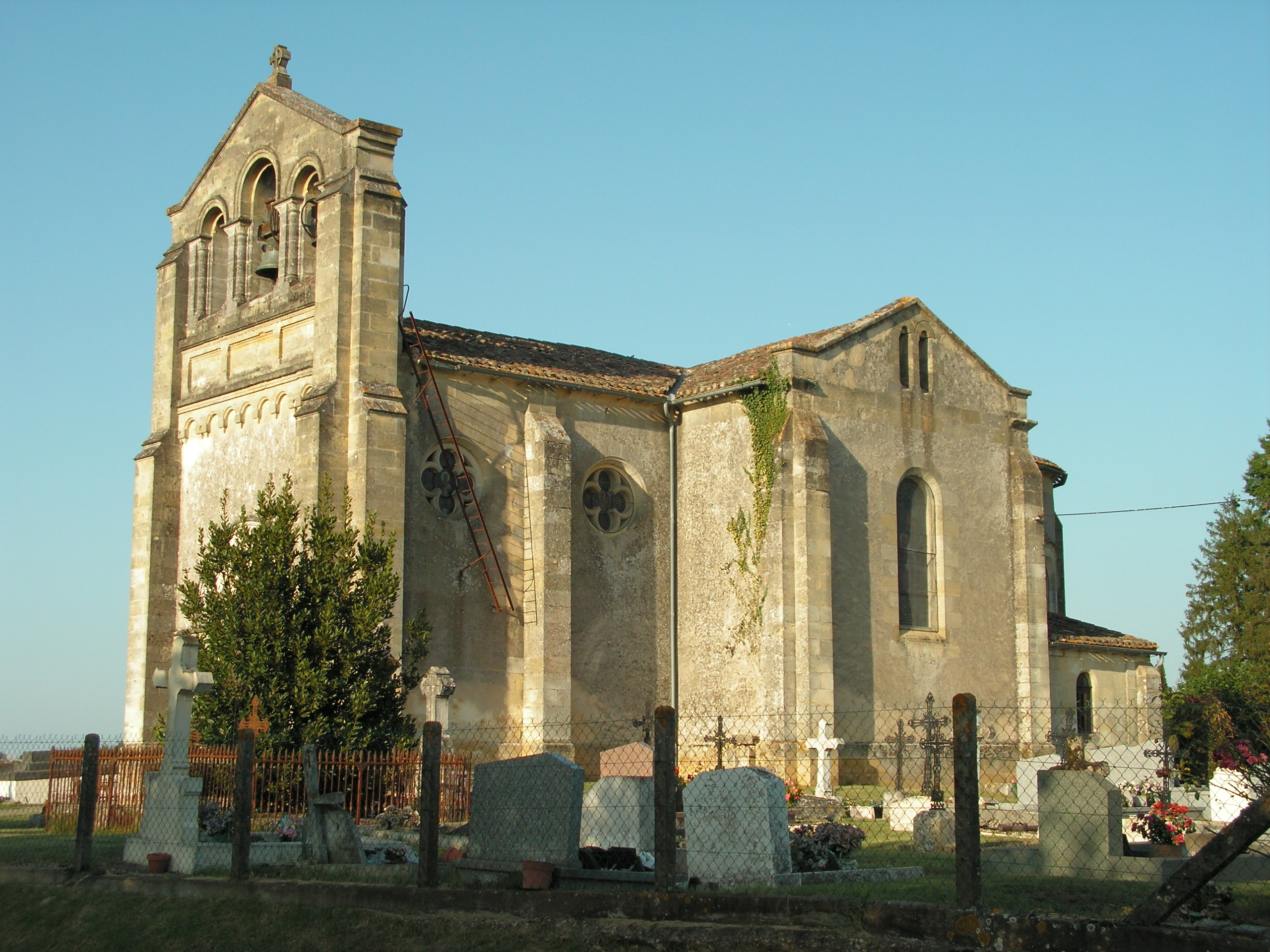
Церковь
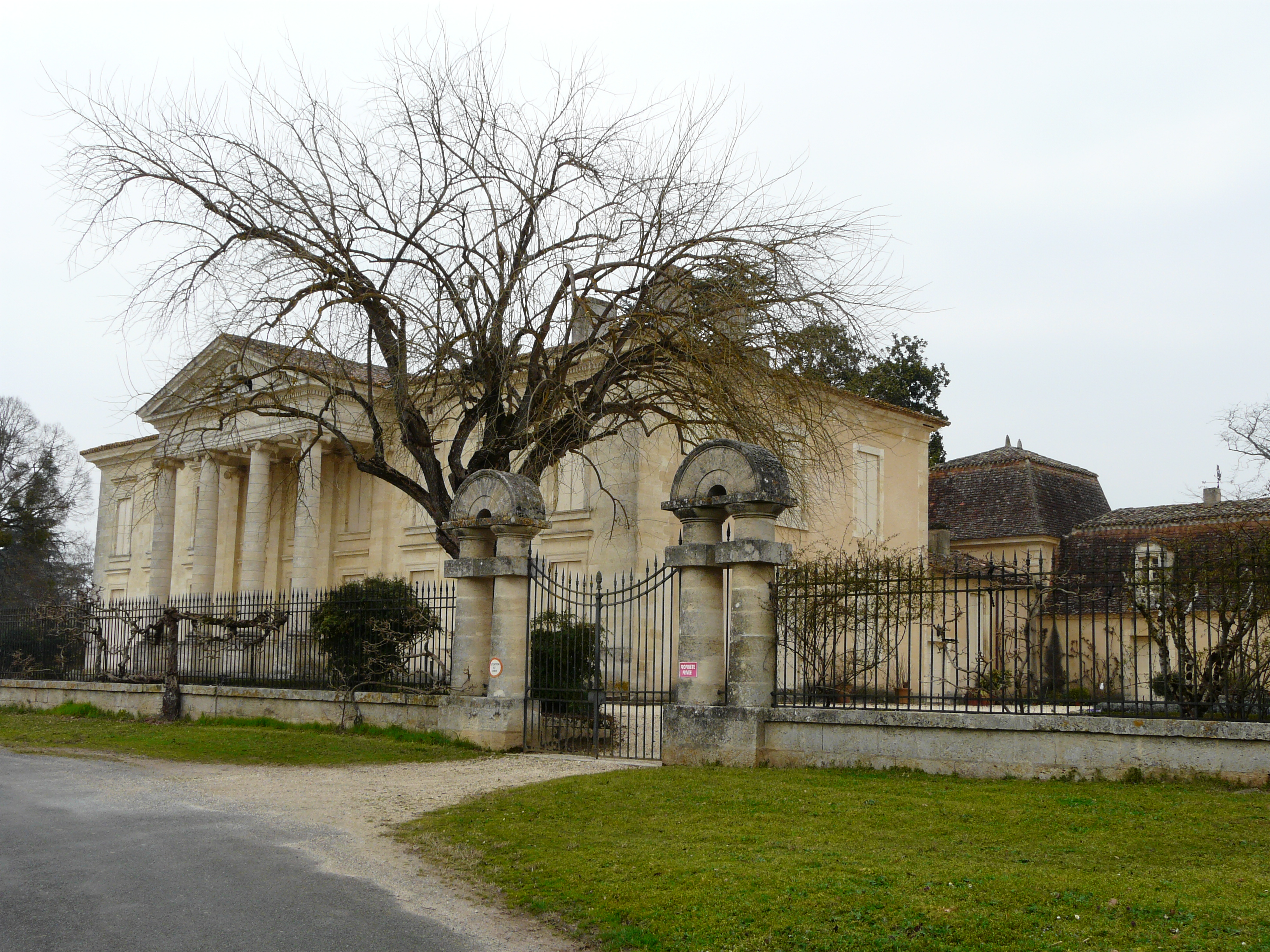
Замок Пра
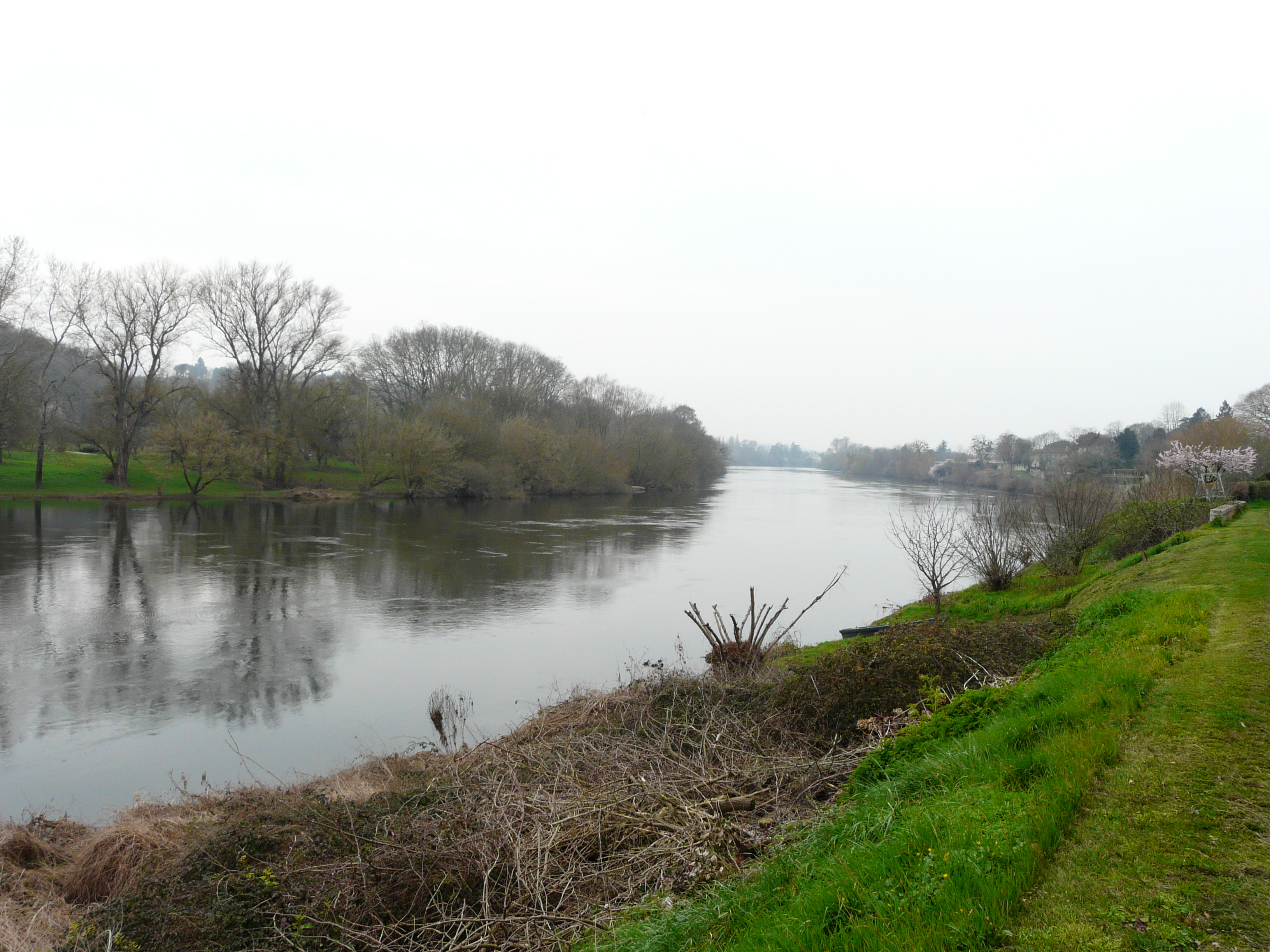
Река Дордонь